# Immeuble WeeGee
L'immeuble WG ou immeuble WeeGee (finnois : WeeGee-talo) est un bâtiment situé dans le quartier Tapiola à Espoo, en Finlande.

## Présentation
L'immeuble WG héberge le musée d'art moderne d'Espoo, le musée municipal d'Espoo (fi), le musée Helinä Rautavaara (fi), le musée de l'horlogerie de Finlande.
Dans la cour du musée d'art moderne d'Espoo se trouve une maison Futuro et une Venturo.

## Galerie

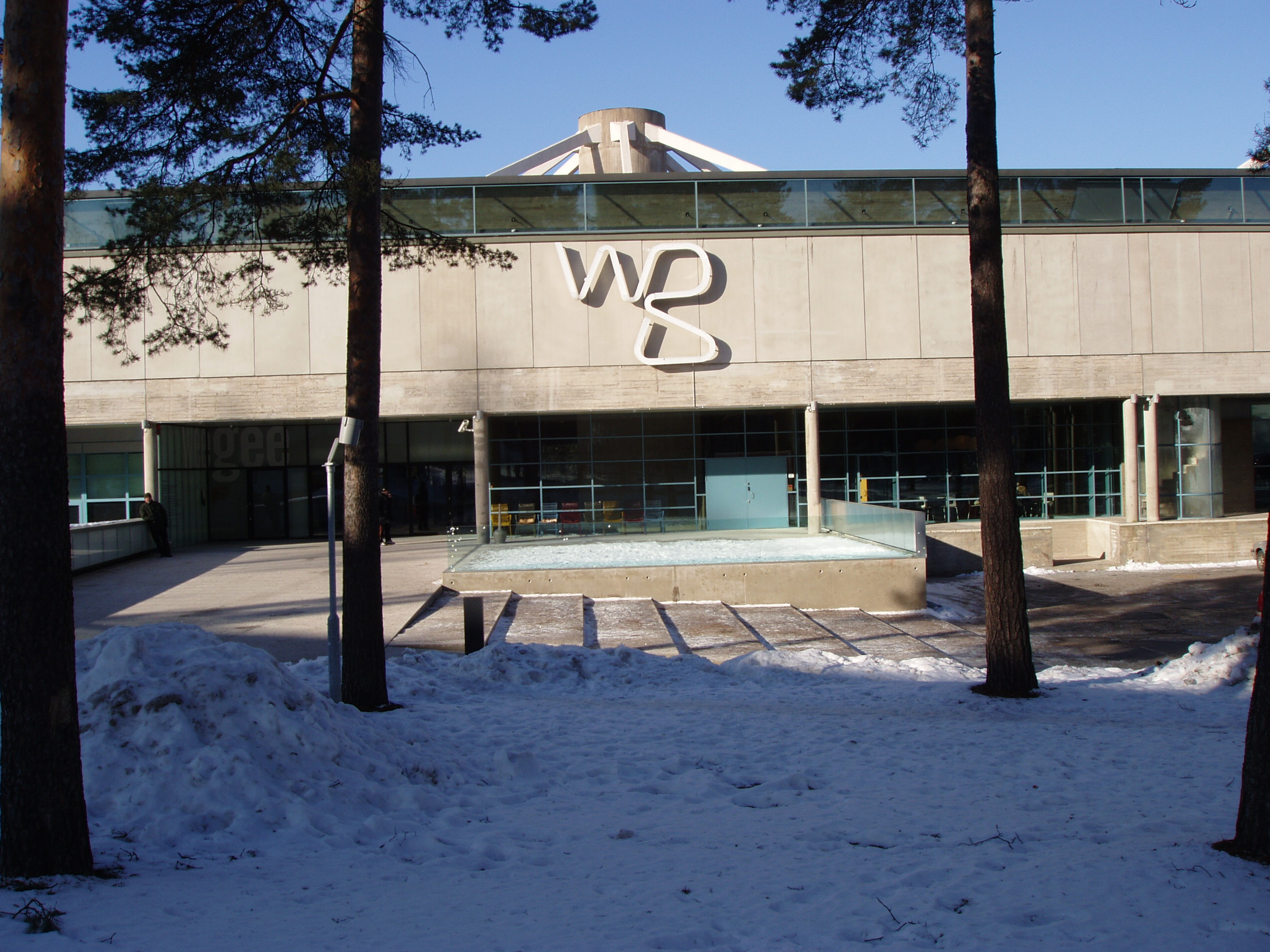
L'immeuble WeeGee.
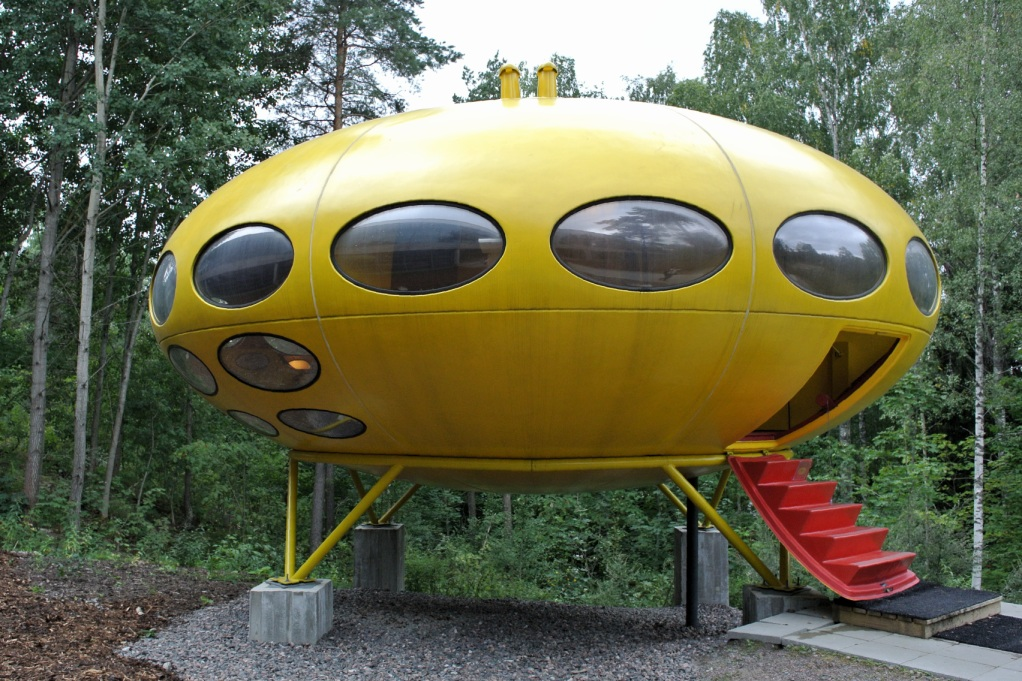
La maison Futuro du musée d'art moderne d'Espoo.